# Ludwig Roland-Lücke

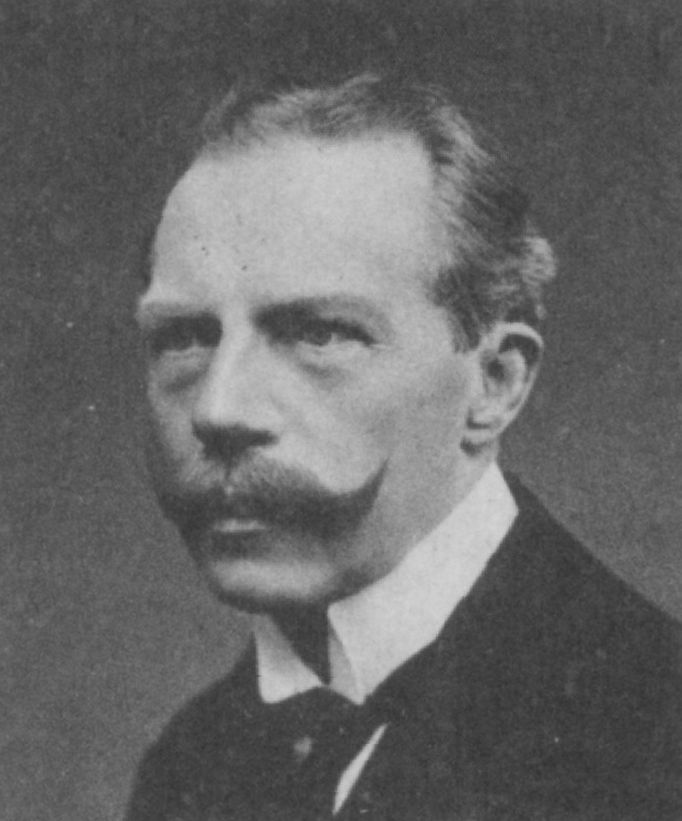
Ludwig Roland-Lücke als Reichstagsabgeordneter 1912

Ludwig Roland-Lücke (* 21. Februar 1855 in Niedersickte; † 13. Februar 1917 im Durchgangszug Berlin-Heidelberg) war Vorstand der Deutschen Bank und Mitglied des Deutschen Reichstags.

## Leben
Roland-Lücke war der Sohn eines Papiermachers und besuchte die Bürgerschule und das Progymnasium in Braunschweig. Von 1872 bis 1875 absolvierte er eine bankgeschäftliche Lehre in Braunschweig und diente 1875–76 als Einjährig-Freiwilliger beim Infanterie-Regiment 67 in Braunschweig.
Von 1877 bis 1893 war er Beamter und später Direktor der Hamburger Filiale der Deutschen Bank. 1894 war er ein halbes Jahr lang stellvertretender Direktor bei Siemens in Berlin. Zwischen 1894 und 1907 war er Vorstandsmitglied der Deutschen Bank und der Deutschen Überseeischen Bank. 1905 war er verantwortlich für die Gründung der Zentralamerika-Bank. 1908 wechselte er in den Aufsichtsrat der Deutschen Bank und zog sich auf ein Gut in Freienwalde zurück. Von 1911 bis 1914 war er im Direktorium des Hansa-Bundes und Schatzmeister im Bund der Industriellen.
Ab 1912 war er Mitglied des Deutschen Reichstags für den Reichstagswahlkreis Großherzogtum Mecklenburg-Strelitz (Neustrelitz, Neubrandenburg, Schönberg) und die Nationalliberale Partei.